# 褐叶榕
褐叶榕（学名：Ficus pubigera），又名毛榕，为桑科榕属的植物。分布在印度、不丹、锡金、泰国、尼泊尔、越南、缅甸、马来西亚以及中国大陆的广东、广西、云南等地，生长于海拔400米至880米的地区，常生于石灰岩山地，目前已由人工引种栽培，存在變種鳞果褐叶榕等。